# 安息年
安息年、シェミッター（The Sabbatical Year, שְׁמִטָּה šəmitt‘āh, Shemittah； （負債の）恩赦 "[Year of] Remission"）とは、トーラーに記されており、また古代イスラエル王国、ユダ王国の習慣で、7年ごとの周期の最後の年に、作付けをやめ、負債を免除するというもの。

## 聖書の出典
- 出エジプト記：23:10-11　（）
- レビ記：25:1-7　（）
- 申命記：31:10-13　（）
- 歴代誌第二：36:20-21　（）

## ラビ文学
ミシュナー・ゼラーイームの5・シェビーイートにおいて論じられている。

## 現代
現代では行われず、正統派ではイスラエルの地において形式的なものとして、異教徒に土地を売却したりする。